# Övervakningsfartyg 301-serien
Övervakningsfartyg 301-serien är en serie av tio övervakningsfartyg tillhörande Kustbevakningen. Utöver dessa byggdes även ett förseriefartyg. Fartygen i klassen levererades från Karlskronavarvet mellan år 1993 och 1997. Klassen byggdes för att kunna utföra flera olika uppgifter, såsom räddningsinsatser, sjötrafikkontroll och förhindrande av smuggling.
Kustbevakningen beställde 2022 sju fartyg i en ny serie, 320-serien, vilken från 2024 skall ersätta återstående fartygen i 301-serien.